# Lyman Alexander Swingle
Lyman Alexander Swingle (ur. 6 listopada 1910 w Lincoln, zm. 14 marca 2001 w Nowym Jorku) – amerykański działacz religijny, członek Ciała Kierowniczego Świadków Jehowy od 1972 roku. W latach 1983–2001 sekretarz-skarbnik Towarzystwa Strażnica.

## Życiorys
Lyman A. Swingle był najstarszym z pięciorga rodzeństwa. Wkrótce po urodzeniu wraz z rodziną przeniósł się do Salt Lake City w stanie Utah. Tam jego rodzice przyłączyli się do grupy religijnej o nazwie Międzynarodowi Badacze Pisma Świętego (jak wówczas nazywali się Świadkowie Jehowy). W roku 1923 został ochrzczony. 5 kwietnia 1930 roku rozpoczął wolontariat w głównej siedzibie Towarzystwa Strażnica w nowojorskiej dzielnicy Brooklyn. Najpierw pracował w introligatorni, potem w drukarni; pomagał przy wyrobie farby drukarskiej, zajmując się tym około 25 lat. W tym czasie często wraz z Arthurem Worsleyem płynął łodzią w górę rzeki Hudson i przez kilka dni za pomocą nagłośnienia, prowadzili działalność kaznodziejską wśród mieszkańców nadbrzeżnych miejscowości. W roku 1954 brał udział w produkcji filmu „Społeczeństwo Nowego Świata w działaniu”. W 1956 roku poślubił Crystal Zicher. W 1972 roku został członkiem Ciała Kierowniczego. Pracował jako członek zespołu redakcyjnego, a potem od roku 1983 w Biurze Skarbnika.
W 1998 roku po przebytym w 1985 roku udarze mózgu zmarła jego żona. Lyman A. Swingle zmarł w 14 marca 2001 roku. Jego pogrzeb odbył się 19 marca 2001 roku w Nowym Jorku. W jego miejsce Richard E. Abrahamson został sekretarzem-skarbnikiem Pensylwańskiego Towarzystwa Biblijnego i Traktatowego – Strażnica (ang. Watch Tower Bible and Tract Society of Pennsylvania), natomiast G.F. Simonis był sekretarzem-skarbnikiem Nowojorskiego Towarzystwa Biblijnego i Traktatowego – Strażnica (ang. Watchtower Bible and Tract Society of New York, Inc).